# Rainer Stinner

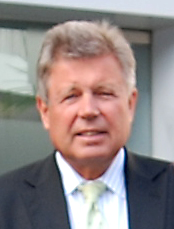
Rainer Stinner

Rainer Stinner (* 26. Juni 1947 in Bremen) ist ein deutscher Politiker (FDP).

## Biografie

### Ausbildung und Beruf
Stinner leistete nach dem Abitur 1966 in Bremen zunächst den Wehrdienst bei der Marine ab. Er begann 1968 ein Studium der Betriebswirtschaftslehre an der Ludwig-Maximilians-Universität München, das er 1972 als Diplom-Kaufmann beendete. Anschließend war er als wissenschaftlicher Assistent am Fachbereich Betriebswirtschaft der Universität München tätig. 1975 promovierte er hier zum Dr. rer. pol. mit der Arbeit Konsumenten als Organisationsteilnehmer – ein Beitrag zur organisationstheoretischen Interpretation der Beziehungen zwischen der Unternehmung und den Konsumenten.
Anschließend begann Stinner seine Tätigkeit als Unternehmensberater. Ab 1980 beteiligte er sich am Aufbau einer Beratungsgesellschaft, die 1989 in eine internationale Beratungsgesellschaft überführt und anschließend an eine weltweite Beratungsgruppe verkauft wurde. Bis Ende 1993 war Stinner als Geschäftsführer der Leiter der deutschen Niederlassung. Seit 1994 ist er als selbständiger Unternehmensberater tätig.

### Politik
Seit 1973 ist Stinner Mitglied der FDP Bayern. Von 1974 bis 1984 war er Mitglied des Stadtvorstandes der FDP München, u. a. als Schatzmeister und Pressesprecher. 1999 trat er als FDP-Kandidat erfolglos für die OB-Wahl in München an. Von 2004 bis 2010 war er Vorsitzender der Münchener FDP. Von 2005 bis 2009 gehörte er dem FDP-Bundesvorstand an.

### Abgeordneter
Stinner rückte 2002 nach dem Ausscheiden von Ulrich Irmer in den Deutschen Bundestag nach, dem er bis 2013 angehörte.
Stinner war Obmann des Auswärtigen Ausschusses und stellvertretendes Mitglied des Verteidigungsausschusses.
Zudem war er ab Januar 2012 Vorsitzender des Arbeitskreises Internationale Politik der FDP-Bundestagsfraktion. Stinner löste Michael Georg Link ab, der das Amt des Staatsministers im Auswärtigen Amt übernahm. Er war zusammen mit Frank Schäffler ein FDP-Abgeordnete, welcher gegen den Atomausstieg stimmte.
Stinner zog stets über die Landesliste Bayern in den Bundestag ein. Sein Wahlkreis war München-Ost. Er trat bei der Bundestagswahl 2013 nicht mehr an.